# Andy Serkis
Andy Serkis (London, Anglia 1964. április 20.–) Daytime Emmy-díjas örmény származású angol színész, filmrendező és producer. Főként az általa megformált motion capture karakterek tették ismertté, mellyel abszolút úttörőnek számít a mozi világában. Első és egyértelműen legikonikusabb ilyen munkája Gollam szerepe Peter Jackson 2001-től 2003-ig bemutatott A Gyűrűk Ura-filmsorozatában. Ezen alakítása mind a nagyközönség, mind a szakma körében óriási elismerést hozott számára és örökre megváltoztatta a filmművészetet.

## Fiatalkora
Apai ágról iraki örmény származású, édesapja eredeti neve még Serkissian volt. Orvosi hivatása miatt a család sokat ingázott London és Bagdad között.
A fiatal Andy mindenáron művész szeretett volna lenni, és kezdetben a festészettel foglalkozott. Tanulmányait is a Lancaster Universityn folytatta, vizuális művészetek karon. Itt került egyre közelebb a színjátszáshoz, eleinte csak a díszlettervezésben vett részt, majd egy iskolai darabban már színészként is debütált. A főiskola után több színházban is színészkedett Lancasterben és Manchesterben is, majd 1990-ben Londonban lépett fel a nagy sikerű Lear király című színdarabban.

## Pályafutása
A mozivásznon elsőként 1994-ben tűnt fel a brit-dán koprodukcióban készült Jütland hercege című filmben, melyben olyan nevek szerepeltek, mint Helen Mirren, Tom Wilkinson vagy a fiatal Christian Bale és Kate Beckinsale. A rendszeres tévésorozatok mellett 1996-ban a Stella ügyletei című filmdrámában is játszott. Majd egy évvel később Mike Leigh Két angol lány című, jó kritikákat kapott filmjében mellékszerepelt. 1999-ben ismét Leigh-vel dolgozott együtt a Tingli-tangli című zenés történelmi drámában.
2000-ben John Irvin rendezésében, a Bokszkirályban kapott lehetőséget a főszereplő Michael Caine mellett. A világhírnév a következő évben köszöntött Serkisre, amikor Peter Jackson rendező ráosztotta Gollam szerepét A Gyűrűk Ura: A Gyűrű Szövetségében. 2002-ben három filmben is játszott, először Michael Winterbottom Nonstop party-arcok vígjátékában, majd A végzet őrei című háborús horrorban. Végül következett A Gyűrűk Ura: A két torony. Egy évvel később szintén Gollam bőrébe bújt a trilógia A Gyűrűk Ura: A király visszatér című záró fejezetében. Ezután Jennifer Garner és Mark Ruffalo mellett komédiázott a Hirtelen 30 című hollywoodi moziban.
2005-ben újra Peter Jacksonnal forgatott a King Kong újrafeldolgozásában. Az azt követő évben is szerepelt egy nagy sikerű filmben, Christopher Nolan A tökéletes trükk című rendezésében.

## Filmográfia

### Film

#### Rendező és producer
| Év   | Magyar cím                   | Eredeti cím                  | Feladatkör | Feladatkör |
| Év   | Magyar cím                   | Eredeti cím                  | Rendező    | Producer   |
| ---- | ---------------------------- | ---------------------------- | ---------- | ---------- |
| 2010 |                              | Sex & Drugs & Rock & Roll    | Nem        | Vezető     |
| 2017 | Lélegzetvétel                | Breathe                      | Igen       | Nem        |
| 2017 | A rítus                      | The Ritual                   | Nem        | Vezető     |
| 2018 | Maugli: A dzsungel legendája | Mowgli: Legend of the Jungle | Igen       | Nem        |
| 2021 | Venom 2. – Vérontó           | Venom: Let There Be Carnage  | Igen       | Nem        |
| 2021 | Senki nem szabadul élve      | No One Gets Out Alive        | Nem        | Vezető     |

#### Színész
| Év   | Magyar cím                             | Eredeti cím                                       | Szerep                                          | Magyar hang          | Rendező              |
| ---- | -------------------------------------- | ------------------------------------------------- | ----------------------------------------------- | -------------------- | -------------------- |
| 1994 | Jütland hercege                        | Prince of Jutland                                 | Torsten                                         |                      | Gabriel Axel         |
| 1995 | A szomszéd szoba                       | The Near Room                                     | Bunny                                           |                      | David Hayman         |
| 1996 | Stella ügyletei                        | Stella Does Tricks                                | Fitz                                            |                      | Coky Giedroyc        |
| 1997 | Két angol lány                         | Career Girls                                      | Nick Evans                                      | Háda János           | Mike Leigh (1.)      |
| 1997 |                                        | Mojo                                              | Potts                                           |                      | Jez Butterworth      |
| 1997 | Szerelmi örvény                        | Loop                                              | Bill                                            |                      | Allan Niblo          |
| 1998 |                                        | Among Giants                                      | Bob                                             |                      | Sam Miller           |
| 1998 |                                        | The Tale of Sweety Barrett                        | Leo King                                        |                      | Stephen Bradley      |
| 1999 | Tingli-tangli                          | Topsy-Turvy                                       | John D'Auban                                    | Scherer Péter        | Mike Leigh (2.)      |
| 2000 |                                        | Pandaemonium                                      | John Thelwall                                   |                      | Julien Temple        |
| 2000 | Bokszkirály                            | Shiner                                            | Mel                                             |                      | John Irvin           |
| 2000 |                                        | The Jolly Boys' Last Stand                        | Spider                                          |                      | Chris Payne          |
| 2001 | A Gyűrűk Ura: A Gyűrű Szövetsége       | The Lord of the Rings: The Fellowship of the Ring | Gollam                                          | Láng Balázs          | Peter Jackson (1.)   |
| 2002 | Non-stop party arcok                   | 24 Hour Party People                              | Martin Hannett                                  |                      | Michael Winterbottom |
| 2002 | Börtönbosszú                           | The Escapist                                      | Ricky Barnes                                    | Barabás Kiss Zoltán  | Gillies MacKinnon    |
| 2002 | A végzet őrei                          | Deathwatch                                        | Thomas Quinn közlegény                          | Holl Nándor          | Michael J. Bassett   |
| 2002 | A Gyűrűk Ura: A két torony             | The Lord of the Rings: The Two Towers             | Gollam                                          | Láng Balázs          | Peter Jackson (2.)   |
| 2003 | A Gyűrűk Ura: A király visszatér       | The Lord of the Rings: The Return of the King     | Gollam                                          | Láng Balázs          | Peter Jackson (3.)   |
| 2004 | Hirtelen 30                            | 13 Going on 30                                    | Richard Kneeland                                | Szabó Sipos Barnabás | Gary Winick          |
| 2004 | Gyilkos áldás                          | Blessed                                           | Carlo atya                                      | Lippai László        | Simon Fellows        |
| 2005 | King Kong                              | King Kong                                         | Kong / Lumpy                                    | Pálfai Péter         | Peter Jackson (4.)   |
| 2006 | 001 – Az első bevetés                  | Stormbreaker                                      | Mosoly úr                                       |                      | Geoffrey Sax         |
| 2006 | A tökéletes trükk                      | The Prestige                                      | Mr. Alley                                       | Kőszegi Ákos         | Christopher Nolan    |
| 2006 | Elvitte a víz                          | Flushed Away                                      | Tüske (hangja)                                  | Görög László         | Sam Fell             |
| 2006 | Elvitte a víz                          | Flushed Away                                      | Tüske (hangja)                                  | Görög László         | David Bowers         |
| 2007 | Különleges kiadatás                    | Extraordinary Rendition                           | kihallgatás vezetője                            | Székhelyi József     | Jim Threapleton      |
| 2007 |                                        | Sugarhouse                                        | Hoodwink                                        |                      | Gary Love            |
| 2008 |                                        | The Cottage                                       | David                                           |                      | Paul Andrew Williams |
| 2008 | Tintaszív                              | Inkheart                                          | Kaprikornusz                                    | Berzsenyi Zoltán     | Iain Softley         |
| 2010 |                                        | Sex & Drugs & Rock & Roll                         | Ian Dury                                        |                      | Mat Whitecross       |
| 2010 | Brightoni szikla                       | Brighton Rock                                     | Mr. Colleoni                                    |                      | Rowan Joffé          |
| 2010 | Egyesült állatok                       | Animals United                                    | Charles (angol hangja)                          |                      | Reinhard Klooss      |
| 2010 | Egyesült állatok                       | Animals United                                    | Charles (angol hangja)                          | Holger Tappe         |                      |
| 2010 |                                        | Burke and Hare                                    | William Hare                                    |                      | John Landis          |
| 2011 | A majmok bolygója: Lázadás             | Rise of the Planet of the Apes                    | Cézár                                           | Láng Balázs          | Rupert Wyatt         |
| 2011 | Egy szuperhős halála                   | Death of a Superhero                              | Dr. Adrian King                                 |                      | Ian Fitzgibbon       |
| 2011 |                                        | Wild Bill                                         | Glen                                            |                      | Dexter Fletcher      |
| 2011 | Tintin kalandjai                       | The Adventures of Tintin                          | Haddock kapitány / Sir Francis Haddock (hangja) | Kőszegi Ákos         | Steven Spielberg     |
| 2011 | Karácsony Artúr                        | Arthur Christmas                                  | manó (cameo hangja)                             |                      | Sarah Smith          |
| 2012 | A hobbit: Váratlan utazás              | The Hobbit: An Unexpected Journey                 | Gollam                                          | Láng Balázs          | Peter Jackson (5.)   |
| 2014 | A majmok bolygója: Forradalom          | Dawn of the Planet of the Apes                    | Caesar                                          | Láng Balázs          | Matt Reeves (1.)     |
| 2015 | Bosszúállók: Ultron kora               | Avengers: Age Of Ultron                           | Ulysses Klaw                                    | Szabó Győző          | Joss Whedon          |
| 2015 | Star Wars VII. rész – Az ébredő Erő    | Star Wars: The Force Awakens                      | Snoke legfőbb vezér (hangja)                    | Fekete Ernő          | J. J. Abrams (1.)    |
| 2017 | A majmok bolygója: Háború              | War for the Planet of the Apes                    | Caesar                                          | Láng Balázs          | Matt Reeves (2.)     |
| 2017 | Star Wars VIII. rész – Az utolsó jedik | Star Wars: The Last Jedi                          | Snoke legfőbb vezér (hangja)                    | Fekete Ernő          | Rian Johnson         |
| 2018 | Fekete Párduc                          | Black Panther                                     | Ulysses Klaue                                   | Szabó Győző          | Ryan Coogler         |
| 2018 | Maugli: A dzsungel legendája           | Mowgli: Legend of the Jungle                      | Balú (hangja)                                   |                      | Andy Serkis          |
| 2019 | Csekély esély                          | Long Shot                                         | Parker Wembley                                  | Pálfai Péter         | Jonathan Levine      |
| 2019 | Star Wars IX. rész – Skywalker kora    | Star Wars: The Rise of Skywalker                  | Snoke legfőbb vezér (cameo hangja)              | Fekete Ernő          | J. J. Abrams (2.)    |
| 2019 | Karácsonyi ének                        | A Christmas Carol                                 | A múlt karácsonyának szelleme (hangja)          | Láng Balázs          | Jacqui Morris        |
| 2021 | SAS: Vonatrablás a Csatorna-alagútban  | SAS: Red Notice                                   | George Clements                                 | Fillár István        | Magnus Martens       |
| 2022 | Batman                                 | The Batman                                        | Alfred Pennyworth                               | Fillár István        | Matt Reeves (3.)     |
| 2023 | Luther: A lemenő nap                   | Luther: The Fallen Sun                            | David Robey                                     | Gyabronka József     | Jamie Payne          |
| 2024 | Venom – Az utolsó menet                | Venom: The Last Dance                             | Knull                                           | Bognár Tamás         | Kelly Marcel         |
| 2024 | Elefántos kaland                       | Hitpig!                                           | híradós (hangja)                                |                      | David Feiss          |
| 2024 | Elefántos kaland                       | Hitpig!                                           | híradós (hangja)                                | Cinzia Angelini      |                      |

### Televízió
| Év        | Magyar cím              | Eredeti cím                            | Szerep                   | Megjegyzések                                |
| --------- | ----------------------- | -------------------------------------- | ------------------------ | ------------------------------------------- |
| 1989      |                         | Morris Minor and His Marvellous Motors | Sparky Plugg             | 3 epizód                                    |
| 1989      |                         | The New Statesman                      | Peter Moran              | 2 epizód                                    |
| 1989      |                         | Saracen                                | Dudin                    | 1 epizód                                    |
| 1989      |                         | Made in Spain                          | Hooligan                 | tévéfilm                                    |
| 1989–1992 |                         | Streetwise                             | Owen                     | 25 epizód                                   |
| 1990–1993 |                         | The Bill                               | Dean Platt / Alex Rackin | 2 epizód                                    |
| 1992      |                         | The Darling Buds of May                | Greville                 | 1 epizód                                    |
| 1994      |                         | Grushko                                | Pyotr                    | 3 epizód                                    |
| 1994      |                         | Pie in the Sky                         | Maxwell                  | 1 epizód                                    |
| 1994      |                         | Finney                                 | Tom                      | 6 epizód                                    |
| 1996      |                         | Kavanagh QC                            | MEM O'Brien              | 1 epizód                                    |
| 1997      | Bűbájos gyilkosok       | The Pale Horse                         | Corrigan őrmester        | tévéfilm                                    |
| 1998      |                         | The Jump                               | Steven Brunos            | 3 epizód                                    |
| 1999      | Twist Olivér            | Oliver Twist                           | Bill Sikes               | 3 epizód                                    |
| 1999      |                         | Shooting the Past                      | Styeman                  | 3 epizód                                    |
| 1999      |                         | Touching Evil                          | Michael Lawler           | 2 epizód                                    |
| 2000      | Az Ezeregyéjszaka meséi | Arabian Nights                         | Kasim                    | - 2 epizód - magyar hangja: - Szabó Győző   |
| 2003      | A Simpson család        | The Simpsons                           | Cleanie (hangja)         | 1 epizód                                    |
| 2004      | Kémvadászok             | Spooks                                 | Riff                     | 1 epizód                                    |
| 2006      |                         | Simon Schama's Power of Art            | Vincent van Gogh         | 1 epizód                                    |
| 2007      |                         | Monkey Life                            | narrátor                 | 14 epizód                                   |
| 2008      | Kis Dorrit              | Little Dorrit                          | Rigaud                   | 11 epizód                                   |
| 2008      | Einstein és Eddington   | Einstein and Eddington                 | Albert Einstein          | - tévéfilm - magyar hangja: - Csankó Zoltán |
| 2010      |                         | Accused                                | Liam Black               | 1 epizód                                    |
| 2012      |                         | The Dark: Nature's Nighttime World     | narrátor                 | 3 epizód                                    |
| 2015      |                         | Fungus the Bogeyman                    | narrátor                 | 3 epizód                                    |
| 2018      |                         | Neanderthals: Meet Your Ancestors      | Ned                      | 2 epizód                                    |
| 2020      |                         | Home Movie: The Princess Bride         | Count Rugen              | 1 epizód                                    |
| 2020      | Hilda                   | Hilda                                  | Kertasníkir (hangja)     | 1 epizód                                    |
| 2020      |                         | Once Upon a Time in Iraq               | narrátor                 | 5 epizód                                    |
| 2021      | Mi lenne, ha…?          | What If...?                            | Ulysses Klaue (hangja)   | - 1 epizód - magyar hangja: - Szabó Győző   |
| 2022      | Állati természet        | Animal                                 | narrátor                 | - 1 epizód - magyar hangja: - Láng Balázs   |
| 2022      | Andor                   | Andor                                  | Kino Loy                 | - 3 epizód - magyar hangja: - Both András   |